# U-Sing
U-Sing , del estudio Mindscape, es un videojuego de karaoke editado exclusivamente para Wii. Se lanzó el 6 de noviembre de 2009.

## Gameplay
El Gameplay Es similar a otros juegos de karaoke como SingStar, donde el jugador escoge una canción de una lista en el disco. El jugador debe cantar la canción a través de un micrófono Logitech conectado a la Wii. El software entonces mide el rendimiento del jugador por su tonalidad y ritmo y luego puntúa al cantante según su exactitud.

## Características
En 2010,  será capaz de descargar más pistas de un enorme catálogo de música Universal, disponible a través del WiiWare en el Wii Canal de Tienda y puede ser adquirido utilizando Puntos de Nintendo.

## Características claves
- Una lista de reproducción para cada país
- 30 hits para cantar con los clips originales de sus artistas
- Reconocimiento que utiliza VoxLer, con exactitud en la evaluación de tono y ritmo
- 3 niveles de dificultad, versión corta y larga disponible para cada canción
- De hasta 2 jugadores con 2 micrófonos
- 7 gameplays : Formación, Solo, Duo, Duelo, Batalla, Jukebox, Medley

## Lista de canciones
1. Black Kids - I'm Not Gonna Teach Your Boyfriend How to Dance With You
2. Boyzone - Better
3. Coldplay - Viva La Vida
4. Culture Club - Do you really want to hurt me
5. Duffy - Mercy
6. Esmee Denters - Outta Here
7. Gloria Gaynor - I Will Survive
8. Jackson 5 - ABC
9. James Morrison - Wonderful World
10. Just Jack - The day I died
11. Keane - Somewhere Only We Know
12. Kool & The Gang - Celebration
13. La Roux - Bulletproof
14. Lady Gaga - Eh, Eh (Nothing Else I Can Say)
15. Lily Allen - 22
16. Lionel Richie - All Night Long
17. Mika - Love Today
18. Mr Hudson & The Library - Too Late, Too Late
19. Orson - No Tomorrow
20. Sam Brown - Stop
21. Snow Patrol - Crack the Shutters
22. Stereophonics - Have a Nice Day
23. Texas - I Don't Want a Lover
24. The All-American Rejects - I Wanna
25. The Cure - Boys Don't Cry
26. The Kooks - Always Where I Need To Be
27. The Mamas & The Papas - California Dreamin'
28. The Pussycat Dolls - When I Grow Up
29. The Saturdays - Issues
30. The Temptations - My Girl

hay una secuela llamada U-Sing 2.